# 1830 az irodalomban
Az 1830. év az irodalomban.

## Események
- november 17. – Kinevezik az alakuló Magyar Tudós Társaság (a leendő Magyar Tudományos Akadémia) vezetőit és első tagjait. Elnök gróf Teleki József, alelnök gróf Széchenyi István lett.

## Megjelent új művek
- Honoré de Balzac:
  - Gobseck, regény

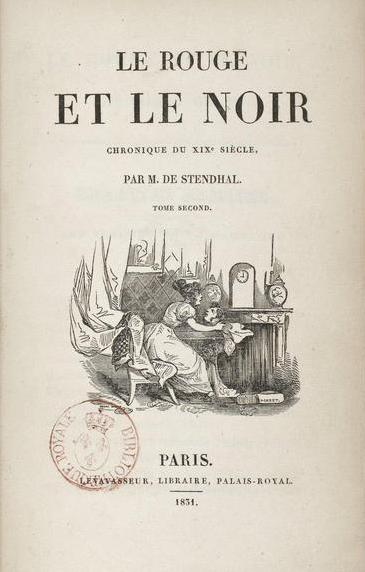
Vörös és fekete (a 2. kötet címlapja)

  - La Maison du chat-qui-pelote (A Labdázó Macska Háza), elbeszélés
- Denis Diderot: La Promenade du sceptique (A szkeptikus sétája); az 1747-ben írt munka első kiadása
- Prosper Mérimée kisregénye: Le Vase étrusque (Az etruszk váza)
- Stendhal világhírű regénye: Vörös és fekete (Le Rouge et le Noir) [címlapján az 1831. évvel]
- Mary Shelley: The Fortunes of Perkin Warbeck, történelmi regény
- Joseph Smith amerikai vallási vezető kiadásában megjelenik A Mormon könyve
- Jovan Sterija Popović szerb író: Dejan i Damjanka (Padenije Bosanskog kreljevstva), történelmi regény

### Költészet
- Alphonse de Lamartine: Harmonies poétiques et religieuses (Költői és vallásos harmóniák)
- Alfred de Musset első verseskötete: Contes d'Espagne et d'Italie
- Alekszandr Puskin 1829-ben írt költeménye: Poltava (Полтава)
- Alfred Tennyson első önálló versgyűjteménye: Poems, Chiefly Lyrical

### Dráma

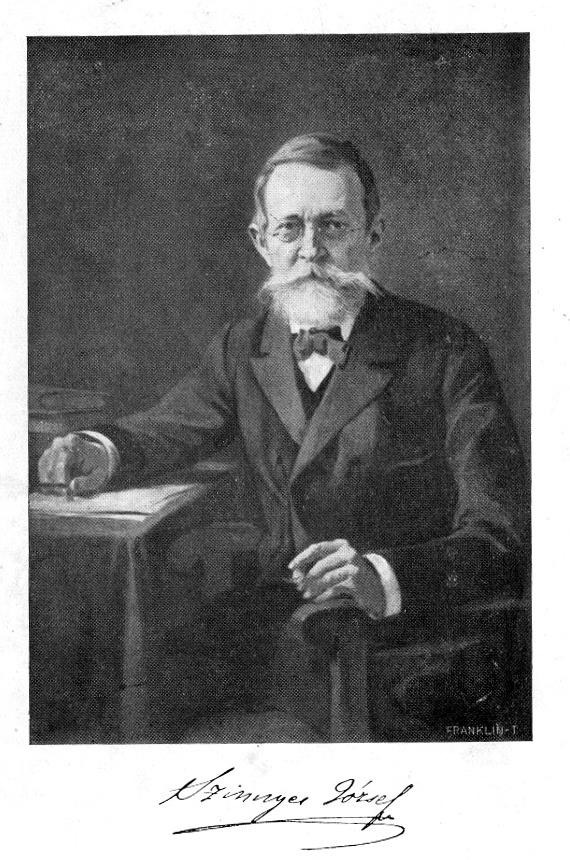
Szinnyei József

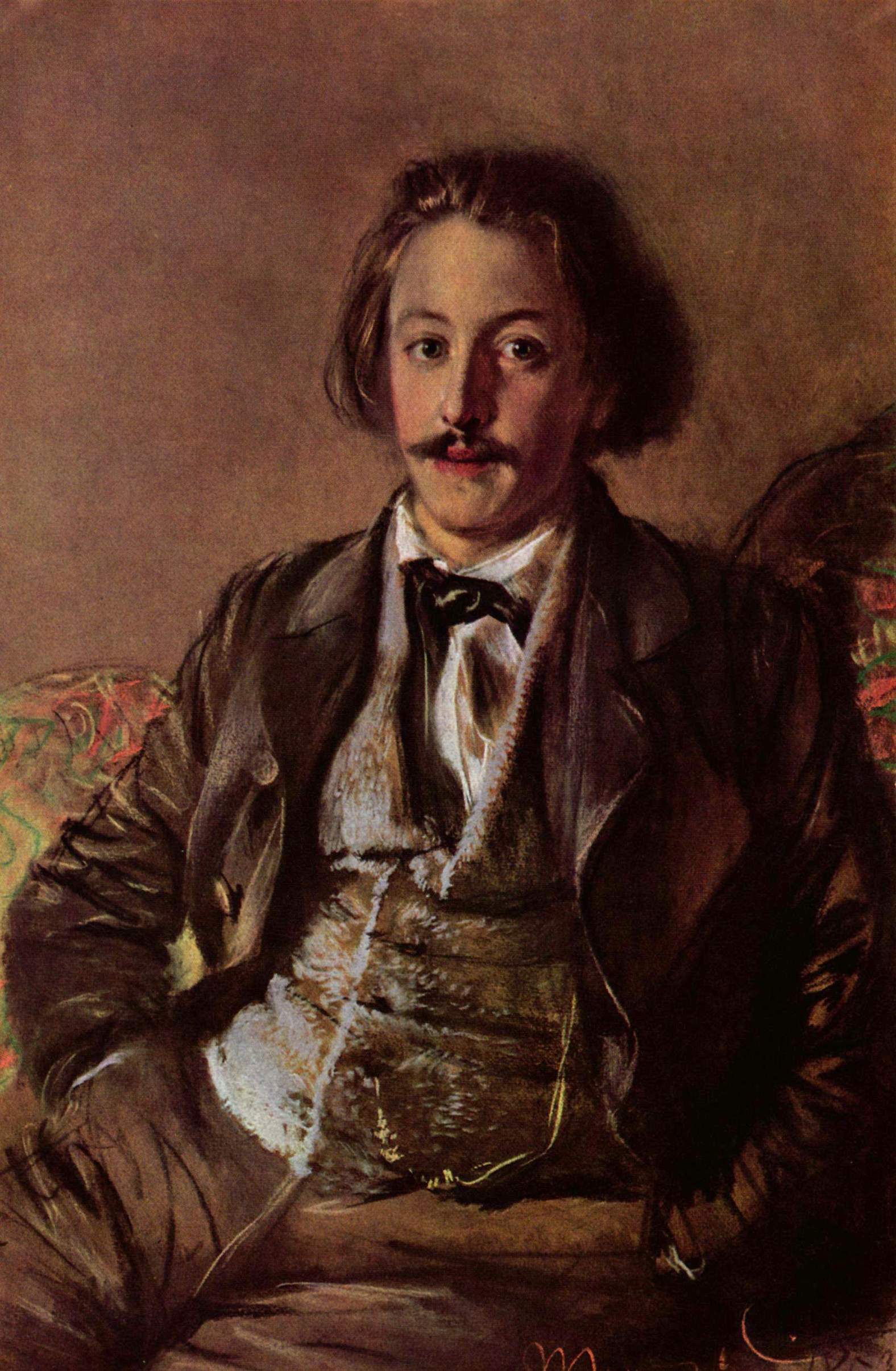
Paul Heyse

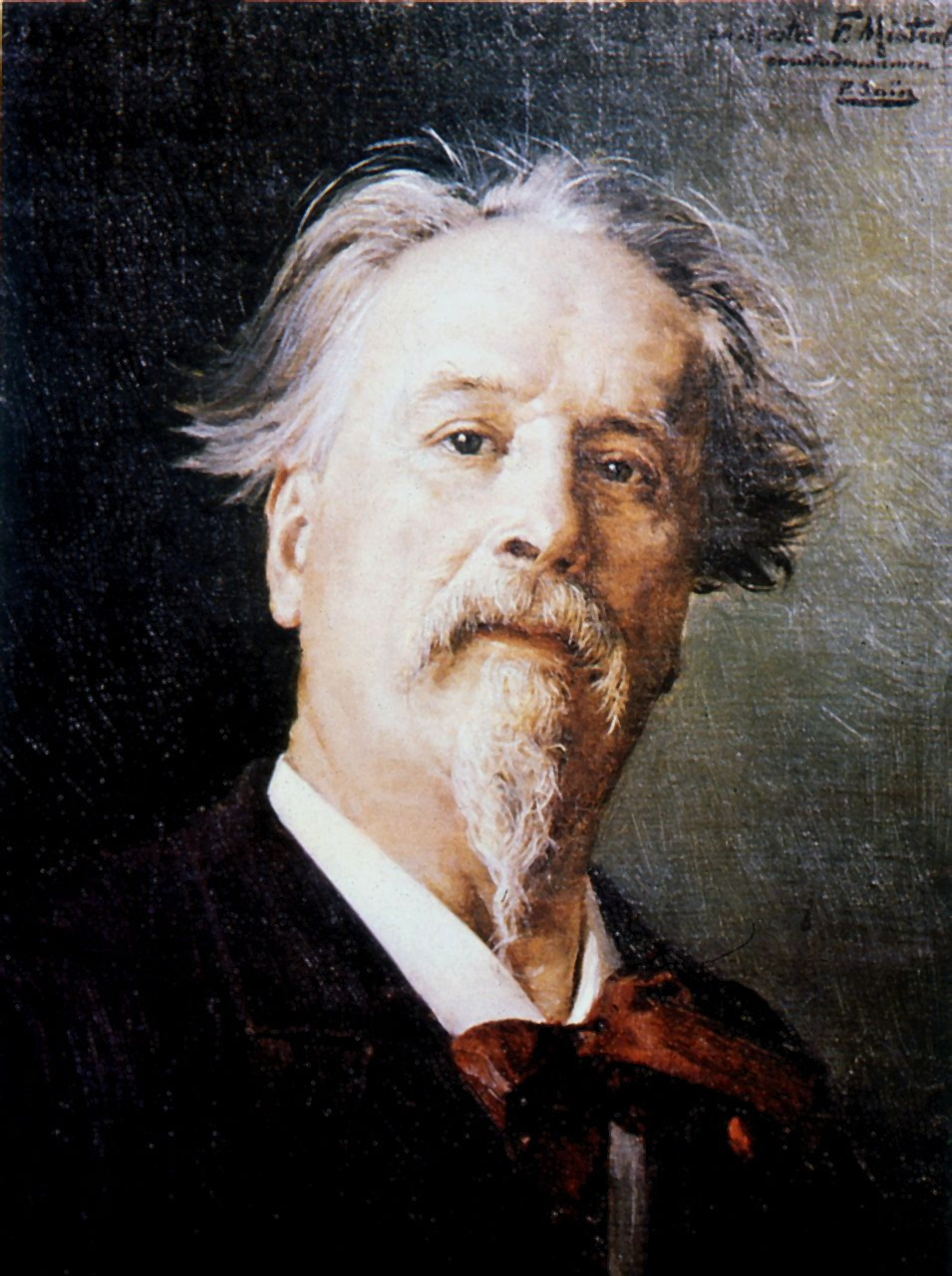
Frédéric Mistral

- február 25. – Victor Hugo Hernani című drámájának viharos bemutatója Párizsban; a mű ugyanebben az évben nyomtatásban is megjelenik
- Jovan Sterija Popović:
  - Nahod Simeun, történelmi dráma
  - Laža i paralaža (A hazug és hazudni segítő), vígjáték
- Alekszandr Puskin: Mozart és Salieri (Моцарт и Сальери), rövid drámai mű
- Bécsben megjelenik Franz Grillparzer osztrák drámaíró Bánk bán-feldolgozása: Ein treuer Diener seines Herrn (Urának hű szolgája)[1]

### Magyar nyelven
- Gróf Széchenyi István: Hitel – ettől az évtől (vagy az 1825/27-es országgyűléstől) kezdődik Magyarországon a reformkor.
- Vörösmarty Mihály: Magyarvár, kiseposz (töredék)

#### Fordítások magyar nyelvre
- Döbrentei Gábortól Shakespeare Macbeth című drámájának fordítása

## Születések
- március 15. – Paul Heyse Nobel-díjas német költő és elbeszélő, a müncheni költőkör tagja († 1914)
- március 18. – Szinnyei József magyar bibliográfus, irodalomtörténész, lexikográfus († 1913)
- május 30. – Hector Malot francia regényíró († 1907)
- szeptember 8.– Frédéric Mistral Nobel-díjas franciaországi okcitán nyelvű író, szótáríró († 1914)
- december 5. – Christina Rossetti angol költőnő, Dante Gabriel Rossetti testvére († 1894)
- december 10. – Emily Dickinson amerikai költőnő († 1886)
- december 17. – Jules de Goncourt francia író, Edmond de Goncourt öccse († 1870)

## Halálozások
- január 25. – Virág Benedek költő, műfordító, történetíró, a magyar ódaköltészet első mestere (* 1752 körül)
- április 16. – Katona József drámaíró, a magyar drámairodalom kiemelkedő alakja (* 1791)
- október 10. – Háló Kováts József magyar költő, műfordító, református lelkész (* 1761)
- november 21. – Kisfaludy Károly költő, író, drámaíró, a magyar vígjáték megteremtője, a reformkor kezdetén az irodalmi élet fő szervezője (* 1788)
- december 8. – Benjamin Constant svájci születésű francia gondolkodó, író, politikus, filozófus (* 1767)
- december 31. – Félicité de Genlis francia írónő (* 1746)